# Шебилов, Юрий Иванович
Юрий Иванович Шебилов (31 августа 1921, Москва — 25 октября 1978, Москва) — советский игрок в хоккей с мячом, футболист, нападающий.
Воспитанник клубной команды «Динамо» Москва. В 1937 году начал играть в хокей с мячом в юношеской команде стадиона Юных пионеров. Выступал за московские клубные команды «Крыльев Советов» (1939—1943) и «Динамо» (1943—1946). Играл за «Торпедо» (1947—1949) и «Динамо» (1949/50).
Участник Великой Отечественной войны, награждён медалью «За оборону Москвы», «За победу над Германией в Великой Отечественной войне 1941—1945 гг.».
Игрок дубля футбольного «Динамо» Москва (1945). В чемпионате СССР выступал в составе команд «Динамо» Минск (1946), «Торпедо» Москва (1947—1948), «Локомотив» Москва (1949, 1951), «Даугава-ВЭФ»/«Даугава» Рига (1949—1950), «Торпедо» Горький (1951). Всего провёл 110 матчей, забил 15 голов.
Тренер московских футбольных и хоккейных клубных команд «Химика» и «Торпедо». В ФК «Торпедо» — тренер (1959) и начальник команды (1963).